# 諏訪春雄
諏訪 春雄（すわ はるお、1934年3月30日 - ）は、日本の近世文学・芸能史学者。学位は、文学博士（東京大学・論文博士・1966年）。学習院大学名誉教授。

## 人物・来歴
新潟県新潟市生まれ。1956年新潟大学人文学部国文学科卒業、1961年東京大学大学院国文科博士課程単位取得退学、1958年中・高等科教諭、1970年学習院女子短期大学教授、1979年学習院大学教授。1966年「元禄歌舞伎の研究」で東京大学より文学博士の学位を取得。2005年定年退職、名誉教授。
国際浮世絵学会理事長、歌舞伎学会監事、日本近世文学会代表など。1995年内山記念浮世絵賞、2004年安倍能成記念学術賞。2013年秋、瑞宝中綬章受勲。雑誌『GYROS』を編纂。
歌舞伎研究から出発したが、近世の浮世絵、民俗学等に関心が広まり、東アジアとの比較芸能、民俗、宗教等に展開、近年は時事問題に対しても活発に発言している。
1985年、丸谷才一が『忠臣蔵とは何か』を発表した際、これを厳しく批判し、丸谷と論争になった（『聖と俗のドラマツルギー』、丸谷『鳥の歌』）。

## 著書
- 『元禄歌舞伎の研究』笠間書院, 1967
- 『愛と死の伝承 近世恋愛譚』角川選書 1968
- 『歌舞伎開花』角川書店, 1970
- 『近松世話浄瑠璃の研究』笠間書院, 1974
- 『歌舞伎史の画証的研究』飛鳥書房, 1974
- 『江戸 その芸能と文学』毎日新聞社, 1976
- 『心中 その詩と真実』毎日新聞社, 1977
- 『出版事始 江戸の本』毎日新聞社, 1978
- 『歌舞伎の伝承』千人社 1979
- 『江戸っ子の美学 いきと意気』日本書籍, 1980
- 『近世の文学と信仰』毎日新聞社 1981
- 『忠臣蔵の世界 日本人の心情の源流』大和書房, 1982
- 『近世芸能史論』笠間書院, 1985
- 『図説資料近世文学史』勉誠社, 1986
- 『近世戯曲史序説』白水社, 1986
- 『聖と俗のドラマツルギー 御霊・供犠・異界』学芸書林, 1988
- 『日本の幽霊』岩波新書 1988
- 『歌舞伎の方法』勉誠社 1991  ISBN
- 『歌舞伎へどうぞ 日本人の美と心』ポプラ社(10代の教養図書館) 1993
- 『日中比較芸能史』吉川弘文館 1994 ISBN　9784642073462
  - オンデマンド版 2020年11月　ISBN 9784642773461
- 『折口信夫を読み直す』講談社現代新書 1994
- 『江戸文学の方法』勉誠社 1997
- 『日本人と遠近法』ちくま新書 1998
- 『日本の祭りと芸能 アジアからの視座』吉川弘文館、1998年　ISBN　9784642077453
- 『歌舞伎の源流』〈歴史文化ライブラリー〉吉川弘文館, 2000 ISBN　9784642054966
  - オンデマンド版 2020年11月　ISBN　9784642754965
- 『安倍晴明伝説』ちくま新書 2000
- 『北斎の謎を解く 生活・芸術・信仰』〈歴史文化ライブラリー〉吉川弘文館 2001 ISBN	9784642054966
  - オンデマンド版 ISBN　9784642754965
- 『視覚革命浮世絵』勉誠出版 2003
- 『日本王権神話と中国南方神話』角川選書 2005
- 『鶴屋南北 滑稽を好みて,人を笑わすことを業とす』ミネルヴァ書房（日本評伝選） 2005
- 『文明の錯誤を正す新家族論』勉誠出版 2007
- 『曽根崎心中・冥途の飛脚・心中天の網島』角川学芸出版 2007
- 『天皇と女性霊力』新典社 2008
- 『大地女性太陽　三語で解く日本人論』勉誠出版 2009
- 『鶴屋南北 笑いを武器に秩序を転換する道化師』山川出版社 2010
- 『霊魂の文化誌－神・妖怪・幽霊・鬼の日中比較研究』勉誠出版  2010
- 『大地母神と役行者 神々の原風景を描く『八犬伝』』勉誠出版 2012
- 『国文学の百年』勉誠出版 2014
- 『親鸞の発見した日本　仏教の究極』笠間書院 2015
- 『能・狂言の誕生』笠間書院 2017
- 『日本の風水』角川選書 2018
- 『親日台湾の根源を探る』勉誠出版 2019

### 編著・共著・共編
- 『写楽新研究』近藤喜博,山口桂三郎 東出版, 1972
- 『江戸図屏風』内藤昌共編 毎日新聞社, 1972
- 『諸国風俗図屏風』 毎日新聞社, 1977
- 『江戸文学と中国』日野龍夫共編 毎日新聞社, 1977
- 『倭族と古代日本』 雄山閣出版 1993
- 『アジア稲作民の民俗と芸能』川村湊共編 雄山閣出版, 1994
- 『芸能名言辞典』 東京書籍 1995
- 『アジア山民海民の民俗と芸能』川村湊 雄山閣出版, 1995
- 『アジアの霊魂観』川村湊 雄山閣出版, 1995
- 『幽霊名画集 全生庵蔵・三遊亭円朝コレクション』辻惟雄監修 河野元昭,高田衛,延広真治,安村敏信共著 ぺりかん社、1995　ちくま学芸文庫 2008
- 『アジア稲作文化と日本』川村湊 雄山閣出版, 1996
- 『日本人の出現 胎動期の民族と文化』川村湊 雄山閣出版, 1996
- 『講座日本の演劇』2，3，7，8 菅井幸雄共編 勉誠社 1997－98
- 『訪れる神々 神・鬼・モノ・異人』川村湊 雄山閣出版 1997
- 『東アジアの神と祭り』 雄山閣出版 1998
- 『日本の祭りと芸能 アジアからの視座』 吉川弘文館, 1998
- 『アジアの性』 勉誠出版(遊学叢書) 1999
- 『アジアの人形芸』 勉誠出版(遊学叢書) 1999
- 『現代日本の宗教事情』 勉誠出版(遊学叢書) 1999
- 『一中節の基礎的研究』第1巻 小俣喜久雄共編 勉誠出版, 1999
- 『日本人と米』 勉誠出版(遊学叢書) 2000
- 『日本説話伝説大事典』志村有弘共編 勉誠出版 2000
- 『巨木と鳥竿』 勉誠出版(遊学叢書) 2001
- 『中国秘境青海崑崙 伝説と祭を訪ねて』有澤晶子,王承喜共編 勉誠出版, 2002
- 『降神の秘儀 シャーマニズムの可能性』 勉誠出版(遊学叢書) 2002
- 『東洲斎写楽 原寸大全作品』浅野秀剛,山口桂三郎共著 小学館, 2002
- 『今、教育の原点を問う』 勉誠出版(Gyros) 2005
- 『日本語の現在』 勉誠出版(Gyros) 2006
- 『グローバル化時代の日本人』 勉誠出版(Gyros) 2006
- 『日本古典への誘い100選』1、2 山折哲雄,芳賀徹,小松和彦共著 東京書籍, 2006－07
- 『非婚・崩壊・少子化 どこへ行く日本の家族』 勉誠出版(Gyros　2006
- 『復興する八犬伝』高田衛共編著 勉誠出版 2008
- 『平成異変打開のリーダー グローバル化格差社会』編著 勉誠出版 2010
- 『アジアのなかの日本官僚 歴史と現在』編 勉誠出版 2011